# Coleophora spartiella
Coleophora spartiella é uma espécie de mariposa do gênero Coleophora pertencente à família Coleophoridae.